# Condado de Fairfield (Carolina del Sur)
El condado de Fairfield (en inglés: Fairfield County, South Carolina), fundado en 1785, es uno de los 46 condados del estado estadounidense de Carolina del Sur. En el año 2000 tenía una población de 23 454 habitantes con una densidad poblacional de 13 personas por km². La sede del condado es Winnsboro.

## Historia
El condado es también el hogar de Carolina del Sur Museo del Ferrocarril.

## Geografía
Según la Oficina del Censo, el condado tiene un área total de 1839 km² (710 mi²), de la cual 1779 km² (686,9 mi²) es tierra y 60 km² (23,2 mi²) es agua.

### Condados adyacentes
- Condado de Chester norte
- Condado de Lancaster noreste
- Condado de Union noroeste
- Condado de Kershaw este
- Condado de Richland sur
- Condado de Newberry oeste

### Área Nacional Protegida
- Bosque Nacional Sumter (parte)

## Demografía

Condado de Fairfield distribución de la población por edad y sexo, censo de 2000

En el 2000 la renta per cápita promedia del condado era de $30 376, y el ingreso promedio para una familia era de $35 943. El ingreso per cápita para el condado era de $14 911. En 2000 los hombres tenían un ingreso per cápita de $29 033 contra $21 197 para las mujeres. Alrededor del 19.60% de la población estaba bajo el umbral de pobreza nacional.

## Lugares

### Ciudades y pueblos
- Jenkinsville
- Ridgeway
- Winnsboro

### Comunidades no incorporadas
- Mitford
- Winnsboro Mills